# Хајнрих II Свети
Хајнрих II Свети или Хајнрих II Свети (972—13. јул 1024) је био цар Светог римског царства (1014—1024) и краљ Немачке (1002—1024). Био је последњи цар из Саксонске односно Отонске династије.

### Детињство и младост
Отац му је био Хајнрих II Баварски, који се често бунио против два претходна цара. Због тога је млади Хајнрих II Свети често био у егзилу. Цркви се окренуо још у младом добу, најпре у егзилу код бискупа Абрахама у Фрајзингу. Касније се образовао у катедралској школи у Хилдесхајму. Постао је војвода Баварске 995. године.

### Избор за краља
Био је на путу према Риму да спаси свог рођака, опседнутог цара Отона III, али цар је умро јануара 1002. године. Пошто је знао да је отпор његовом именовању за краља врло јак, Хајнрих је одузео краљевске ознаке од пратилаца мртвог краља.
Противници Екарт из Мајсена и војвода Швабије Херман оштро су се супротстављали његовом постављању за краља. Уз помоћ надбискупа Мајнца Вилигиса успева да осигура свој избор за краља. Крунисање је обављено 7. јуна 1002. у Мајнцу. Требало је чекати још годину дана да би га сви признали за краља.

### Против Болеслава Храброг
Неколико година је провео у консолидацији политичке моћи на границама краљевине. Болеслав Храбри је заузео Лужице и Мајсен. Искористио је Хајнрихову заузетост свађама око наследства, тако да је преузео царске територије. Болеслав је и раније подржавао Хајнриха II против краља Отона III. Подржавао га је и током борбе за наслеђе, али је заузео територије на истоку.
Болеслав Храбри је освојио Бохемију и постао је војвода Чешке и Моравске. Хајнрих II је неколико пута ратовао против Болеслава. Хајнрих није имао проблема само на истоку, него и у Италији, тако да се враћао из похода у поход. У првом походу против њега повратио је неке територије. Посебно му је био значајан Мајсен.
Хајнрих је стално ратовао против Болеслава и на крају је 1018. склопљен Будишински мир по коме Лужице и Моравска припадају Болеславу, а Бохемија и Мајсен припадају Хајнриху. Болеслав се осим тога обавезује да признаје да је Хајнрихов вазал, а да те земље припадају Болеславу као феуд.

### Рат у Италији са Ардуином Иврејским
Чим је постао краљ имао је проблема у Италији са Ардуином Иврејским, који се прогласио краљем Италије. У почетку је Хајнрих послао Ота Корушког против Ардуина, али Ардуин је успешно победио. Хајнрих је дошао са великом војском у марту 1004. и срео се са Ардуином крај Вероне. Ардуину није дошла очекивана подршка, па је побегао.
Хајнрих је крунисан као краљ Италије у Павији 15. маја 1004. године. Хајнрих је веома сурово поступио спаливши град, који је Ардуину пружио заштиту. Цела Италија је била запрепаштена и уплашена, тако да је Хајнрих овладао великим делом Италије. Ардуин поступа једнако сурово према онима, који му нису били верни. Уништио је тако многа места, али без успеха јер је ипак Хајнрих надјачао.

### Однос са црквом
Хајнрих се 1013. поново враћа у Италију. Папа Бенедикт VIII га крунише 14. фебруара 1014. за цара Светог римског царства. Хајнрих поставља Немце да управљају Италијом. Подржава бискупе против манастира и помаже бискупима да успоставе секуларну власт на ширим територијама. Присилио је свештенике да целибат буде строго очуван унутар цркве. На тај начин кад додели земљу неком од бискупа, не може ту земљу наследити нико од наследника, јер се ови не смеју женити. Додељивањем земље осигурао је лојалност бискупа.
Оснива бискупију у Бамбергу 1007, која брзо постаје центар школства и уметности. Папа је брзо након тога посветио 1020. у Бамбергу нову катедралу. Хајнрих је бискупији дао велике комаде земље, а касније је са женом Кунингундом ту и сахрањен.

### Поход у јужној Италији
Папа је замолио Хајнриха да му помогне у јужној Италији. Византија је на југу Италије постала главна сила под вођством способног генерала Васила Војаниса. То је било први пут после неколико векова слабљења Византије на том подручју. Папа је подстицао побуне на југу Италије. Византија се суочавала са побунама, па је током 1018. Васил победио ломбардског генерала Мелуса Барског и његову норманску војску у другој бици код Кане. После тога Васил је саградио велику тврђаву названу Троја, која је штитила планински пролаз у Апулију, која је била под влашћу Византије. Као посаду Троје Васил користи Нормане.
Побуне на југу Италије подстицао је папа, па је кршењем тих побуна, односно јачањем Византије постао незадовољан. Папа Бенедикт VIII отишао је 1020. код Хајнриха II да тражи помоћ. Хајнрих није био вољан да одмах помогне.
Васил и његов савезник Пандулф од Капуе успевају да 1021. победе Мелусовог рођака и заузму нове територије. Хајнрих II је зато 1022. кренуо са великом царском армијом. Заузео је Капу и заробио Пандулфа од Капуе. Безуспешно је покушао да заузме Троју, као тврђаву стратешког значаја на превоју за Апулију. Гарнизон у Троју се одржао и никад није пао.

### Смрт
На повратку са похода на југу Италије присуствовао је црквеном синоду у Павији, где се Хајнрих залагао за црквену реформу. Затим је радио заједно са папом на новом црквеном концилу, који би потврдио нови систем политичко-црквене контроле. Међутим, изненада умире 1024, па тај рад остаје незавршен. Он и његова жена Кунингунда нису имали деце, па се тако окончава Отонска или Саксонска династија.

## Породично стабло
|  |                                 |  |  |  |  |  |  |  |  |  |  |  |  |  |  |  |
|  | 8. Хајнрих I Птичар             |  |  |  |  |  |  |  |  |  |  |  |  |  |  |  |
|  |                                 |  |  |  |  |  |  |  |  |  |  |  |  |  |  |  |
|  |                                 |  |  |  |  |  |  |  |  |  |  |  |  |  |  |  |
|  | 4. Хајнрих I, војвода Баварске  |  |  |  |  |  |  |  |  |  |  |  |  |  |  |  |
|  |                                 |  |  |  |  |  |  |  |  |  |  |  |  |  |  |  |
|  |                                 |  |  |  |  |  |  |  |  |  |  |  |  |  |  |  |
|  | 9. Матилда од Рингелхајма       |  |  |  |  |  |  |  |  |  |  |  |  |  |  |  |
|  |                                 |  |  |  |  |  |  |  |  |  |  |  |  |  |  |  |
|  |                                 |  |  |  |  |  |  |  |  |  |  |  |  |  |  |  |
|  | 2. Хајнрих II, војвода Баварске |  |  |  |  |  |  |  |  |  |  |  |  |  |  |  |
|  |                                 |  |  |  |  |  |  |  |  |  |  |  |  |  |  |  |
|  |                                 |  |  |  |  |  |  |  |  |  |  |  |  |  |  |  |
|  | 10. Арнулф Лоши                 |  |  |  |  |  |  |  |  |  |  |  |  |  |  |  |
|  |                                 |  |  |  |  |  |  |  |  |  |  |  |  |  |  |  |
|  |                                 |  |  |  |  |  |  |  |  |  |  |  |  |  |  |  |
|  | 5. Јудита од Баварске           |  |  |  |  |  |  |  |  |  |  |  |  |  |  |  |
|  |                                 |  |  |  |  |  |  |  |  |  |  |  |  |  |  |  |
|  |                                 |  |  |  |  |  |  |  |  |  |  |  |  |  |  |  |
|  | 11. Judith of Friuli            |  |  |  |  |  |  |  |  |  |  |  |  |  |  |  |
|  |                                 |  |  |  |  |  |  |  |  |  |  |  |  |  |  |  |
|  |                                 |  |  |  |  |  |  |  |  |  |  |  |  |  |  |  |
|  | 1. Хајнрих II Свети             |  |  |  |  |  |  |  |  |  |  |  |  |  |  |  |
|  |                                 |  |  |  |  |  |  |  |  |  |  |  |  |  |  |  |
|  |                                 |  |  |  |  |  |  |  |  |  |  |  |  |  |  |  |
|  | 12. Рудолф II од Бургундије     |  |  |  |  |  |  |  |  |  |  |  |  |  |  |  |
|  |                                 |  |  |  |  |  |  |  |  |  |  |  |  |  |  |  |
|  |                                 |  |  |  |  |  |  |  |  |  |  |  |  |  |  |  |
|  | 6. Конрад Бургундски            |  |  |  |  |  |  |  |  |  |  |  |  |  |  |  |
|  |                                 |  |  |  |  |  |  |  |  |  |  |  |  |  |  |  |
|  |                                 |  |  |  |  |  |  |  |  |  |  |  |  |  |  |  |
|  | 13. Берта Швапска               |  |  |  |  |  |  |  |  |  |  |  |  |  |  |  |
|  |                                 |  |  |  |  |  |  |  |  |  |  |  |  |  |  |  |
|  |                                 |  |  |  |  |  |  |  |  |  |  |  |  |  |  |  |
|  | 3. Гизела од Бургундије         |  |  |  |  |  |  |  |  |  |  |  |  |  |  |  |
|  |                                 |  |  |  |  |  |  |  |  |  |  |  |  |  |  |  |
|  |                                 |  |  |  |  |  |  |  |  |  |  |  |  |  |  |  |
|  | 7. Adelaide of Bellay           |  |  |  |  |  |  |  |  |  |  |  |  |  |  |  |
|  |                                 |  |  |  |  |  |  |  |  |  |  |  |  |  |  |  |
|  |                                 |  |  |  |  |  |  |  |  |  |  |  |  |  |  |  |